# Radamel Falcao
Radamel Falcao García Zárate hay còn gọi đơn giản là Falcao (sinh ngày 10 tháng 2 năm 1986 tại Santa Marta, Colombia) biệt danh Mãnh hổ (El Tiger) là một cầu thủ bóng đá chuyên nghiệp người Colombia hiện đang thi đấu cho câu lạc bộ Millonarios ở vị trí tiền đạo cắm.
Atlético Madrid đã chi ra 35 triệu bảng để mua Falcao từ Porto và khi chơi tại giải vô địch Tây Ban Nha trong màu áo của Madrid, anh đã ghi được hơn 30 bàn thắng ở các mặt trận mùa bóng 2011-2012, Falcao là một trong những tân binh chơi hiệu quả nhất ở La Liga mùa giải đó và tiếp theo đó, chính Falcao giúp Atlético Madrid đăng quang UEFA Europa League mùa bóng 2011–12.
Ngày 31 tháng 5 năm 2013, anh chuyển tới AS Monaco với mức phí chuyển nhượng 60 triệu bảng, ký vào bản hợp đồng có thời hạn 5 năm. Anh ngay lập tức chứng tỏ giá trị khi ghi 9 bàn trong 13 trận từ đầu mùa.
Anh chuyển đến chơi cho Manchester United dưới dạng một bản hợp đồng cho mượn 1 năm vào mùa giải 2014–15 kèm quyền mua đứt giá 50 triệu bảng khi mùa giải kết thúc.
Ngày 21 tháng 10 năm 2014, Falcao có bàn thắng đầu tiên sau 4 trận trong màu áo Quỷ đỏ với pha đệm bóng ấn định tỉ số 2-1 cho Manchester United khi đối đầu với Everton.
Radamel Falcao khoác áo đội tuyển Colombia từ năm 2007 đến năm 2023 và anh hiện là cầu thủ ghi nhiều bàn thắng cho đội tuyển nước này với 36 bàn.

## Thống kê sự nghiệp

### Câu lạc bộ
Tính đến 30 tháng 9 năm 2020.
| Câu lạc bộ               | Mùa giải            | Vô địch quốc gia           | Vô địch quốc gia | Vô địch quốc gia | Cúp quốc gia | Cúp quốc gia | Cúp liên đoàn | Cúp liên đoàn | Cúp châu lục | Cúp châu lục | Khác    | Khác   | Tổng cộng | Tổng cộng |
| Câu lạc bộ               | Mùa giải            | Hạng đấu                   | Số trận          | Số bàn           | Số trận      | Số bàn       | Số trận       | Số bàn        | Số trận      | Số bàn       | Số trận | Số bàn | Số trận   | Số bàn    |
| ------------------------ | ------------------- | -------------------------- | ---------------- | ---------------- | ------------ | ------------ | ------------- | ------------- | ------------ | ------------ | ------- | ------ | --------- | --------- |
| Lanceros Boyacá          | 1999                | Categoría Primera B        | 1                | 0                | —            | —            | —             | —             | —            | —            | —       | —      | 1         | 0         |
| Lanceros Boyacá          | 2000                | Categoría Primera B        | 7                | 1                | —            | —            | —             | —             | —            | —            | —       | —      | 7         | 1         |
| Lanceros Boyacá          | Tổng cộng           | Tổng cộng                  | 8                | 1                | —            | —            | —             | —             | —            | —            | —       | —      | 8         | 1         |
| River Plate              | 2004–05             | Argentine Primera División | 4                | 0                | —            | —            | —             | —             | 0            | 0            | —       | —      | 4         | 0         |
| River Plate              | 2005–06             | Argentine Primera División | 7                | 7                | —            | —            | —             | —             | 0            | 0            | —       | —      | 7         | 7         |
| River Plate              | 2006–07             | Argentine Primera División | 20               | 3                | —            | —            | —             | —             | 3            | 0            | —       | —      | 23        | 3         |
| River Plate              | 2007–08             | Argentine Primera División | 27               | 11               | —            | —            | —             | —             | 12           | 8            | —       | —      | 39        | 19        |
| River Plate              | 2008–09             | Argentine Primera División | 32               | 13               | —            | —            | —             | —             | 6            | 3            | —       | —      | 38        | 16        |
| River Plate              | Tổng cộng           | Tổng cộng                  | 90               | 34               | —            | —            | —             | —             | 21           | 11           | —       | —      | 111       | 45        |
| Porto                    | 2009–10             | Primeira Liga              | 28               | 25               | 5            | 5            | 2             | 0             | 8            | 4            | 0       | 0      | 43        | 34        |
| Porto                    | 2010–11             | Primeira Liga              | 25               | 16               | 3            | 3            | 0             | 0             | 16           | 18           | 1       | 1      | 44        | 38        |
| Porto                    | Tổng cộng           | Tổng cộng                  | 51               | 41               | 8            | 8            | 2             | 0             | 24           | 22           | 2       | 1      | 87        | 72        |
| Atlético Madrid          | 2011–12             | La Liga                    | 34               | 24               | 1            | 0            | —             | —             | 15           | 12           | —       | —      | 50        | 36        |
| Atlético Madrid          | 2012–13             | La Liga                    | 34               | 28               | 4            | 2            | —             | —             | 2            | 1            | 1       | 3      | 41        | 34        |
| Atlético Madrid          | Tổng cộng           | Tổng cộng                  | 68               | 52               | 5            | 2            | —             | —             | 17           | 13           | 1       | 3      | 91        | 70        |
| Monaco                   | 2013–14             | Ligue 1                    | 17               | 9                | 2            | 2            | 0             | 0             | —            | —            | —       | —      | 19        | 11        |
| Monaco                   | 2014–15             | Ligue 1                    | 3                | 2                | 0            | 0            | 0             | 0             | —            | —            | —       | —      | 3         | 2         |
| Monaco                   | 2016–17             | Ligue 1                    | 29               | 21               | 2            | 1            | 2             | 1             | 10           | 7            | —       | —      | 43        | 30        |
| Monaco                   | 2017–18             | Ligue 1                    | 26               | 18               | 1            | 0            | 3             | 3             | 5            | 3            | 1       | 0      | 36        | 24        |
| Monaco                   | 2018–19             | Ligue 1                    | 33               | 15               | 1            | 1            | 0             | 0             | 5            | 0            | —       | —      | 39        | 16        |
| Monaco                   | Tổng cộng           | Tổng cộng                  | 107              | 65               | 6            | 4            | 5             | 4             | 20           | 10           | 1       | 0      | 139       | 83        |
| Manchester United (mượn) | 2014–15             | Premier League             | 26               | 4                | 3            | 0            | 0             | 0             | —            | —            | —       | —      | 29        | 4         |
| Chelsea (mượn)           | 2015–16             | Premier League             | 10               | 1                | 0            | 0            | 1             | 0             | 0            | 0            | 1       | 0      | 12        | 1         |
| Galatasaray              | 2019–20             | Süper Lig                  | 16               | 10               | 3            | 1            | —             | —             | 3            | 0            | —       | —      | 22        | 11        |
| Galatasaray              | 2020–21             | Süper Lig                  | 17               | 9                | 0            | 0            | —             | —             | 1            | 0            | —       | —      | 18        | 9         |
| Galatasaray              | 2021–22             | Süper Lig                  | 1                | 0                | 0            | 0            | —             | —             | 2            | 0            | —       | —      | 3         | 0         |
| Galatasaray              | Tổng cộng           | Tổng cộng                  | 34               | 24               | 3            | 1            | 0             | 0             | 6            | 0            | —       | —      | 43        | 25        |
| Rayo Vallecano           | 2021–22             | La Liga                    | 22               | 6                | 3            | 0            | —             | —             | —            | —            | —       | —      | 25        | 6         |
| Rayo Vallecano           | 2022–23             | La Liga                    | 27               | 2                | 2            | 0            | —             | —             | —            | —            | —       | —      | 29        | 2         |
| Rayo Vallecano           | 2023–24             | La Liga                    | 22               | 1                | 4            | 3            | —             | —             | —            | —            | —       | —      | 26        | 4         |
| Rayo Vallecano           | Tổng cộng           | Tổng cộng                  | 71               | 9                | 9            | 3            | —             | —             | —            | —            | —       | —      | 80        | 12        |
| Millonarios F.C.         | 2024                | Categoría Primera A        | 0                | 0                | 0            | 0            | —             | —             | —            | —            | —       | —      | 0         | 0         |
| Tổng cộng sự nghiệp      | Tổng cộng sự nghiệp | Tổng cộng sự nghiệp        | 469              | 227              | 34           | 18           | 8             | 4             | 88           | 56           | 5       | 4      | 604       | 309       |

Ghi chú
1. ↑  Bao gồm Siêu cúp bóng đá Bồ Đào Nha, Siêu cúp bóng đá Pháp và Siêu cúp châu Âu

### Quốc tế
| Colombia  | Colombia | Colombia | Colombia |
| Năm       | Số trận  | Số bàn   |          |
| --------- | -------- | -------- | -------- |
| 2007      | 8        | 2        |          |
| 2008      | 5        | 1        |          |
| 2009      | 9        | 2        |          |
| 2010      | 4        | 1        |          |
| 2011      | 8        | 4        |          |
| 2012      | 7        | 5        |          |
| 2013      | 9        | 5        |          |
| 2014      | 3        | 1        |          |
| 2015      | 9        | 4        |          |
| 2016      | 2        | 0        |          |
| 2017      | 6        | 3        |          |
| 2018      | 11       | 4        |          |
| 2019      | 8        | 2        |          |
| 2020      | 8        | 1        |          |
| 2022      | 5        | 1        |          |
| 2023      | 2        | 0        |          |
| Tổng cộng | 104      | 36       |          |

#### Bàn thắng quốc tế
| #  | Số trận | Ngày                    | Địa điểm                                                             | Đối thủ     | Bàn thắng | Kết quả | Giải đấu                 |
| -- | ------- | ----------------------- | -------------------------------------------------------------------- | ----------- | --------- | ------- | ------------------------ |
| 1  | 2       | 3 tháng 6 năm 2007      | Sân vận động Matsumoto, Matsumoto, Nhật Bản                          | Montenegro  | 1–0       | 1–0     | Kirin Cup 2007           |
| 2  | 5       | 8 tháng 9 năm 2007      | Sân vận động tượng đài, Lima, Peru                                   | Perú        | 1–1       | 2–2     | Giao hữu                 |
| 3  | 13      | 19 tháng 11 năm 2008    | Sân vận động Deportivo Cali, Cali, Colombia                          | Nigeria     | 1–0       | 1–0     | Giao hữu                 |
| 4  | 18      | 10 tháng 6 năm 2009     | Sân vận động Atanasio Girardot, Medellín, Colombia                   | Perú        | 1–0       | 1–0     | Vòng loại World Cup 2010 |
| 5  | 19      | 12 tháng 8 năm 2009     | Sân vận động Giants, East Rutherford, Hoa Kỳ                         | Venezuela   | 1–1       | 1–2     | Giao hữu                 |
| 6  | 25      | 8 tháng 10 năm 2010     | Red Bull Arena, Harrison, Hoa Kỳ                                     | Ecuador     | 1–0       | 1–0     | Giao hữu                 |
| 7  | 27      | 26 tháng 3 năm 2011     | Sân vận động Vicente Calderón, Madrid, Tây Ban Nha                   | Ecuador     | 2–0       | 2–0     | Giao hữu                 |
| 8  | 31      | 10 tháng 7 năm 2011     | Sân vận động Brigadier General Estanislao López, Santa Fe, Argentina | Bolivia     | 1–0       | 2–0     | Copa América 2011        |
| 9  | 31      | 10 tháng 7 năm 2011     | Sân vận động Brigadier General Estanislao López, Santa Fe, Argentina | Bolivia     | 2–0       | 2–0     | Copa América 2011        |
| 10 | 34      | 11 tháng 10 năm 2011    | Sân vận động Hernando Siles, La Paz, Bolivia                         | Bolivia     | 2–1       | 2–1     | Vòng loại World Cup 2014 |
| 11 | 35      | 29 tháng 2 năm 2012     | Sân vận động Hard Rock, Miami Gardens, Hoa Kỳ                        | México      | 1–0       | 2–0     | Giao hữu                 |
| 12 | 38      | ngày 7 tháng 9 năm 2012 | Sân vận động đô thị Roberto Meléndez, Barranquilla, Colombia         | Uruguay     | 1–0       | 4–0     | Vòng loại World Cup 2014 |
| 13 | 39      | 11 tháng 9 năm 2012     | Sân vận động tượng đài David Arellano, Santiago, Chile               | Chile       | 2–1       | 3–1     | Vòng loại World Cup 2014 |
| 14 | 40      | 12 tháng 10 năm 2012    | Sân vận động Đô thị Roberto Meléndez, Barranquilla, Colombia         | Paraguay    | 1–0       | 2–0     | Vòng loại World Cup 2014 |
| 15 | 40      | 12 tháng 10 năm 2012    | Sân vận động Đô thị Roberto Meléndez, Barranquilla, Colombia         | Paraguay    | 2–0       | 2–0     | Vòng loại World Cup 2014 |
| 16 | 42      | 22 tháng 3 năm 2013     | Sân vận động Đô thị Roberto Meléndez, Barranquilla, Colombia         | Bolivia     | 4–0       | 5–0     | Vòng loại World Cup 2014 |
| 17 | 45      | 11 tháng 6 năm 2013     | Sân vận động Đô thị Roberto Meléndez, Barranquilla, Colombia         | Perú        | 1–0       |         | Vòng loại World Cup 2014 |
| 18 | 48      | 11 tháng 10 năm 2013    | Sân vận động Đô thị Roberto Meléndez, Barranquilla, Colombia         | Chile       | 2–3       |         | Vòng loại World Cup 2014 |
| 19 | 48      | 11 tháng 10 năm 2013    | Sân vận động Đô thị Roberto Meléndez, Barranquilla, Colombia         | Chile       | 3–3       |         | Vòng loại World Cup 2014 |
| 20 | 49      | 14 tháng 11 năm 2013    | Sân vận động Nhà vua Baudouin, Brussels, Bỉ                          | Bỉ          | 1–0       | 2–0     | Giao hữu                 |
| 21 | 52      | 10 tháng 10 năm 2014    | Red Bull Arena, Harrison, Hoa Kỳ                                     | El Salvador | 1–0       | 3–0     | Giao hữu                 |
| 22 | 54      | 26 tháng 3 năm 2015     | Sân vận động Quốc gia Bahrain, Riffa, Bahrain                        | Bahrain     | 2–0       | 6–0     | Giao hữu                 |
| 23 | 54      | 26 tháng 3 năm 2015     | Sân vận động Quốc gia Bahrain, Riffa, Bahrain                        | Bahrain     | 3–0       | 6–0     | Giao hữu                 |
| 24 | 55      | 30 tháng 3 năm 2015     | Sân vận động Mohammed bin Zayed, Abu Dhabi, UAE                      | Kuwait      | 3–1‡      | 3–1     | Giao hữu                 |
| 25 | 56      | 6 tháng 6 năm 2015      | Sân vận động Diego Armando Maradona, Buenos Aires, Argentina         | Costa Rica  | 1–0       | 1–0     | Giao hữu                 |
| 26 | 65      | 7 tháng 6 năm 2017      | Sân vận động Condomina, Murcia, Tây Ban Nha                          | Tây Ban Nha | 2–1       | 2–2     | Giao hữu                 |
| 27 | 68      | 5 tháng 9 năm 2017      | Sân vận động Đô thị Roberto Meléndez, Barranquilla, Colombia         | Brasil      | 1–1       | 1–1     | Vòng loại World Cup 2018 |
| 28 | 69      | 5 tháng 10 năm 2017     | Sân vận động Đô thị Roberto Meléndez, Barranquilla, Colombia         | Paraguay    | 1–0       | 1–2     | Vòng loại World Cup 2018 |
| 29 | 71      | 23 tháng 3 năm 2018     | Stade de France, Saint-Denis, Pháp                                   | Pháp        | 2–2       | 3–2     | Giao hữu                 |
| 30 | 75      | 24 tháng 6 năm 2018     | Kazan Arena, Kazan, Nga                                              | Ba Lan      | 2–0       | 3–0     | World Cup 2018           |
| 31 | 78      | 7 tháng 9 năm 2018      | Sân vận động Hard Rock, Miami Gardens, Hoa Kỳ                        | Venezuela   | 1–0       | 2–1     | Giao hữu                 |
| 32 | 80      | 11 tháng 10 năm 2018    | Sân vận động Raymond James, Tampa, Hoa Kỳ                            | Hoa Kỳ      | 3–2       | 4–2     | Giao hữu                 |
| 33 | 82      | 22 tháng 3 năm 2019     | Sân vận động Nissan, Yokohama, Nhật Bản                              | Nhật Bản    | 1–0‡      | 1–0     | Kirin Cup 2019           |
| 34 | 84      | 3 tháng 6 năm 2019      | Sân vận động El Campín, Bogotá, Colombia                             | Panama      | 3–0       | 3–0     | Giao hữu                 |
| 35 | 90      | 13 tháng 10 năm 2020    | Sân vận động Quốc gia Julio Martínez Prádanos, Santiago, Chile       | Chile       | 2–2       | 2–2     | Vòng loại World Cup 2022 |
| 36 | 102     | 19 tháng 11 năm 2022    | Sân vận động DRV PNK, Fort Lauderdale, Hoa Kỳ                        | Paraguay    | 2–0       | 2–0     | Giao hữu                 |

## Giải thưởng
River Plate
- Giải bóng đá vô địch quốc gia Argentina: 2007–08

Porto
- Primeira Liga: 2010–11
- Cúp bóng đá Bồ Đào Nha: 2009–10, 2010–11
- Siêu cúp bóng đá Bồ Đào Nha: 2010, 2011
- UEFA Europa League: 2010–11

Atlético Madrid
- Cúp Nhà vua Tây Ban Nha: 2012–13
- UEFA Europa League: 2011–12
- Siêu cúp châu Âu: 2012

Monaco
- Ligue 1: 2016–17

U-20 Colombia
- Giải vô địch bóng đá trẻ Nam Mỹ: 2005[5]

Cá nhân
- Cầu thủ xuất sắc nhất Nam Mỹ: 2007[6]
- Quả bóng vàng Bồ Đào Nha: 2010–11[7]
- UEFA Europa League - Vua phá lưới: 2010–11 (17 bàn),[8] 2011–12 (12 bàn)[9]
- UEFA Europa League - Cầu thủ xuất sắc nhất trận chung kết: 2011, 2012[10]
- Siêu cúp châu Âu - Cầu thủ xuất sắc nhất trận đấu: 2012[11]
- FIFA FIFPro World XI: 2012[12]
- FIFA FIFPro World XI Đội hình thứ 2: 2013[13]
- Globe Best Footballer: 2012[14]
- UNFP - Cầu thủ xuất sắc nhất tháng: Tháng 8/2017[15]
- Cúp Liên đoàn bóng đá Pháp - Vua phá lưới: 2017–18 (3 bàn)[16]